# Vito Bambino
Vito Bambino, właśc. Mateusz Wojciech Dopieralski (ur. 27 kwietnia 1988 w Katowicach) – polsko-niemiecki piosenkarz, aktor, autor tekstów, kompozytor i producent muzyczny. Występuje solowo i jako wokalista zespołu Bitamina. Laureat dwóch Fryderyków.
Urodzony w Polsce, wychowywał się w Niemczech. Posiada polskie oraz niemieckie obywatelstwo.

## Życiorys

### Wczesne lata
Urodził się w Katowicach. Gdy miał dwa lata, wraz z rodziną wyemigrował do Niemiec i osiedlił się w Leverkusen. W 2012 ukończył niepubliczną szkołę Schule im Theater der Keller Köln w Kolonii.

### Kariera aktorska
W 2003 zadebiutował na scenie Düsseldorfer Schauspielhaus w Düsseldorfie w sztuce Zamieszanie w krainie gier. W latach 2003–2009 wystąpił w kolejnych spektaklach teatru: Niezwykle smutna księżniczka jako smutny głupiec, Amelka, Bóbr i Król na dachu jako bóbr, Nihil novi jako Kopernikus, Król Maciuś Pierwszy jako minister oraz Faust i inni jako Mefisto. Następnie grał w przedstawieniach: Aladyn i cudowna lampa (2010) w Hessisches Landestheater w Marburgu, Śmierć Dantona (2010) w Düsseldorfer Schauspielhaus, Wampirek (2011) jako protagonista 9-letni Anton Bohnsack w Wuppertaler Bühnen oraz Nibelungi (2012) jako Giselher w Hessisches Landestheater w Marburgu. Zagrał także w dwóch spektaklach w Theater der Keller w Deutz: Skąpiec (2011) jako Kleant, jedyny syn tytułowego bohatera komedii Moliera oraz Czy androidy śnią o elektrycznych owcach? (2011). Również w 2011 otrzymał nagrodę teatralną młodych aktorów Puck w Kolonii.
W 2012 po raz pierwszy trafił na mały ekran rolą Felixa Reisingera w jednym z odcinków serialu kryminalnego ZDF SOKO Köln. Wkrótce regularnie brał udział w niemieckich produkcjach telewizyjnych, w tym Kobra – oddział specjalny (2017) i Tatort (2018). Debiutował na kinowym ekranie w komediodramacie Die Kleinen und die Bösen (2015) u boku Petera Kurtha. W melodramacie Fucking Berlin (2016) został obsadzony w roli nieodpowiedzialnego Ladji.

### Kariera muzyczna
Jak twierdzi w wywiadach, początek swojej drogi muzycznej datuje na rok 2003. Popularność zyskał dzięki utworowi „Dom” wykonywanemu z zespołem Bitamina. Występuje także jako wokalista solowy, 24 września 2020 wydał debiutancki album pt. Poczekalnia.

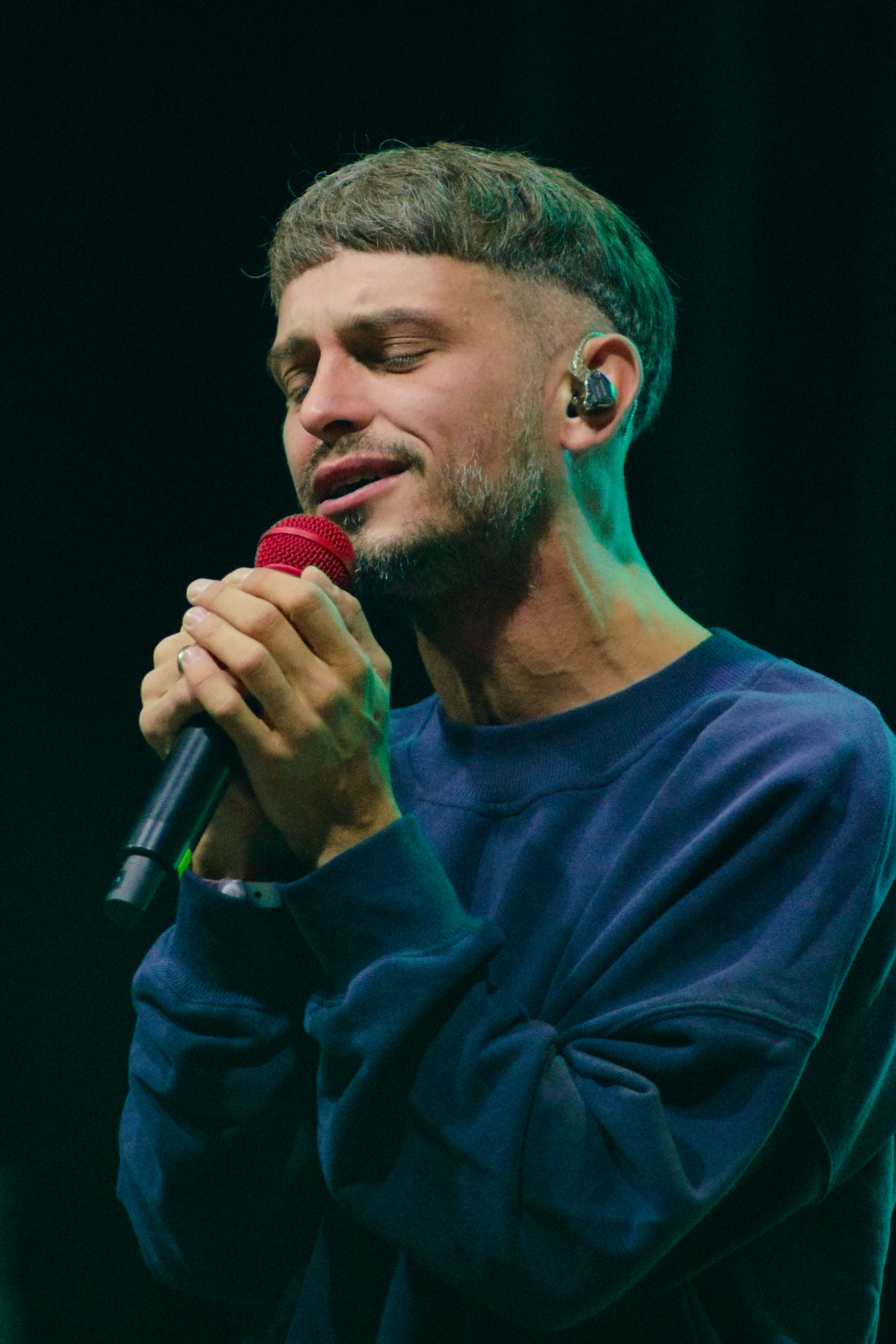
Vito Bambino podczas koncertu w 2022

W 2021 współprowadził audycję muzyczną „Tłusty czwartek” emitowaną w radiowej Czwórce, a także wziął udział w akcji promocyjnej „Wszystko mi mówi” Tymbarku, a na potrzeby kampanii nagrał (z Sanah, zespołem Kwiat Jabłoni i Arturem Rojkiem) cover utworu Skaldów „Wszystko mi mówi, że mnie ktoś pokochał” wraz z teledyskiem.

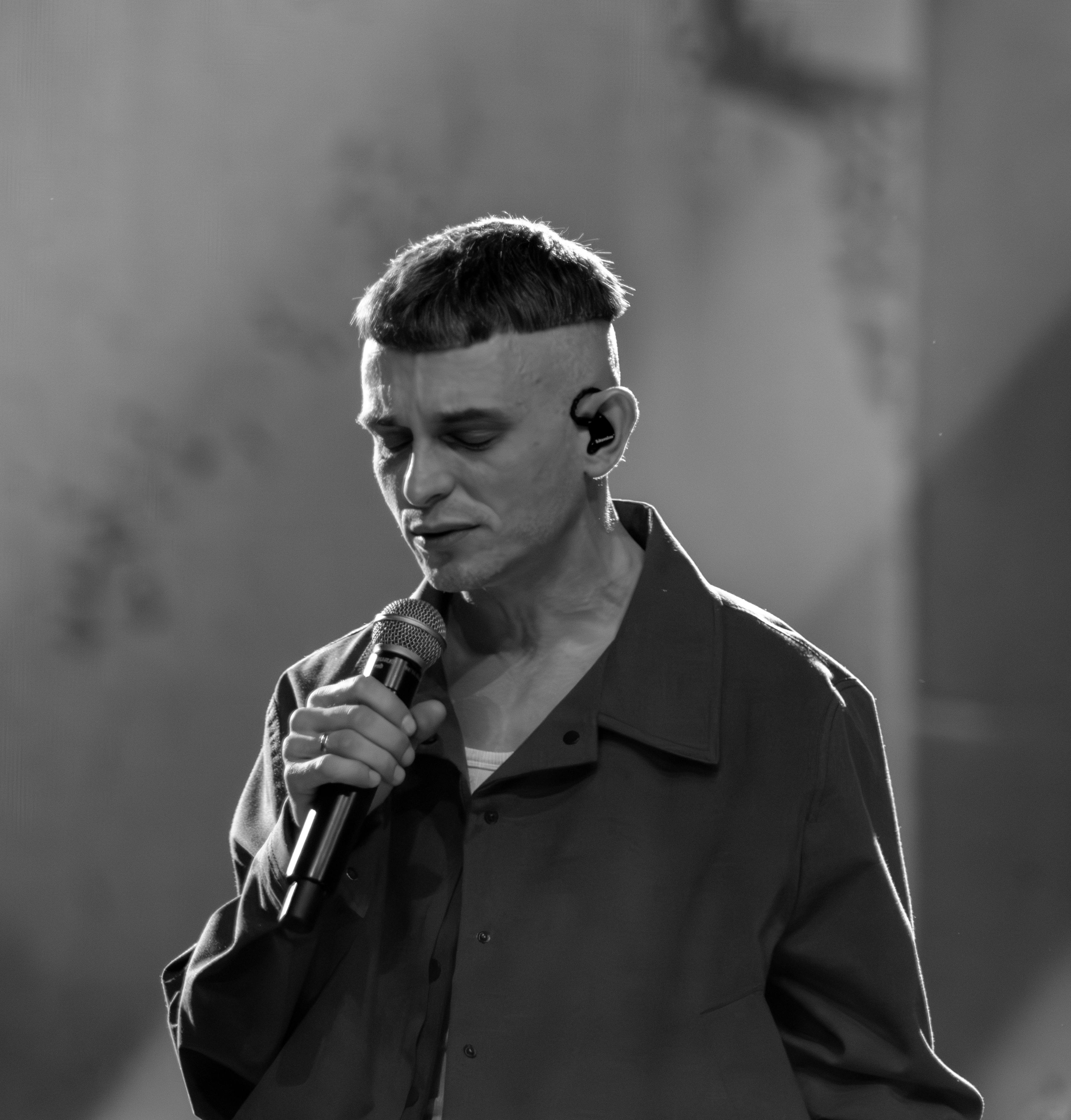
Vito Bambino podczas gali Fryderyków 2024

W 2023 razem z Igo oraz Mrozu stworzył i nagrał „Supermoce”, hymn Męskiego Grania na trasę koncertową w 2023.
Muzycznie współpracował z artystami takimi, jak Dawid Podsiadło, Daria Zawiałow, Envee, Jan-rapowanie, Kaśka Sochacka, Kubi Producent, Natalia Szroeder, Paulina Przybysz, Pham, Rasmentalism, Sanah, Seven Phoenix, Quebonafide, PRO8L3M i VNM.

## Życie prywatne
Żonaty z Agatą Di Primą, z którą ma syna Amara i córkę Havę Lunę.
Ma starszą siostrę Martę, która zajmuje się stroną produkcyjną i organizacyjną na płaszczyźnie festiwali poetyckich w Niemczech.

## Dyskografia
- Poczekalnia (2020)
- Pracownia (2023)

## Filmografia

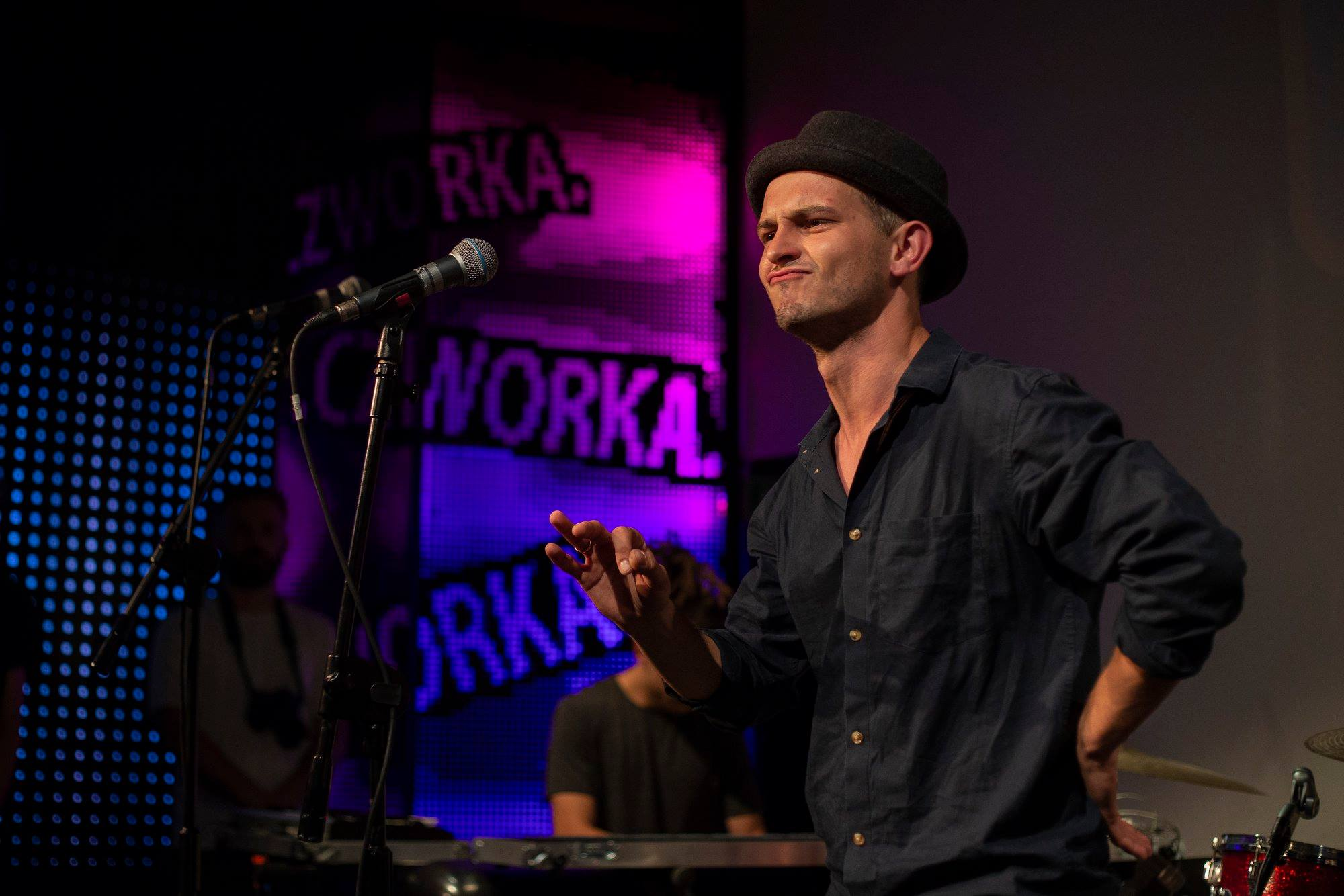
Vito Bambino podczas koncertu Bitaminy w studiu Polskiego Radia Czwórki (2018)

Filmy fabularne
| Rok  | Tytuł                                                           | Rola                | Reżyser                   |
| ---- | --------------------------------------------------------------- | ------------------- | ------------------------- |
| 2013 | Stralsund: Tödliches Versprechen (TV)                           | Vitas Zalgiris      | Martin Eigler             |
| 2014 | Sarajewo (Sarajevo, TV)                                         | Nedeljko Čabrinović | Andreas Prochaska         |
| 2016 | Die Truckerin (Die Truckerin - Eine Frau geht durchs Feuer, TV) |                     | Sebastian Vigg            |
| 2016 | Fucking Berlin                                                  | Ladja               | Florian Gottschick        |
| 2016 | Der Traum von Olympia: Die Nazi-Spiele von 1936 (TV)            | Jochim Seyppel      | Mira Thiel, Florian Huber |
| 2016 | Złota rybka (Goldfish, film krótkometrażowy)                    | Otto (dorosły)      | Facundo V. Scalerandi     |
| 2017 | Das Luther-Tribunal. Zehn Tage im April (TV)                    | Karol V             | Christian Twente          |
| 2018 | Mackie Messer – Brechts Dreigroschenfilm                        | Ede                 | Joachim A. Lang           |
| 2019 | Kraina lodu II (Frozen II)                                      | Ryder (głos)        | Chris Buck, Jennifer Lee  |
| 2019 | Harter Brocken 4: Die dunkle Seite des Mondes                   | paralotniarz Kevin  | Markus Sehr               |

Seriale telewizyjne
| Rok  | Tytuł                                                                        | Rola               | Uwagi                                                   |
| ---- | ---------------------------------------------------------------------------- | ------------------ | ------------------------------------------------------- |
| 2012 | SOKO Köln                                                                    | Felix Reisinger    | odc.: „Fischer gegen Fischer”                           |
| 2013 | Kobiety, które zmieniły świat (Frauen, die Geschichte machten, dokumentalny) | Oktawian           | odc.: „Kleopatra”                                       |
| 2013 | Stralsund                                                                    | Vitas              | odc.: „Tödliches Versprechen”                           |
| 2014 | Der Usedom-Krimi                                                             | Janek Juskowiak    | odc.: „Mörderhus”                                       |
| 2015 | Josephine Klick - Allein unter Cops                                          | Alexander          | odc.: „Bürgerwehr”                                      |
| 2015 | Heldt                                                                        | Carsten Hesse      | odc.: „Wehrlos” „Auf Achse”                             |
| 2016 | Diagnoza Betty (Bettys Diagnose)                                             | Pascal Röchel      | odc.: „Adrenalin”                                       |
| 2017 | Kobra – oddział specjalny (Alarm für Cobra 11 – Die Autobahnpolizei)         | Timo Kraus         | odc.: „Duchy przeszłości” („Geister der Vergangenheit”) |
| 2017 | Nicht tot zu kriegen                                                         | uczestnik kursu    | odc.: „Das Leben ist kein Schnapsladen!”                |
| 2017 | Einstein                                                                     | Jegor Schukow      | odc.: „ABC”                                             |
| 2018 | Tatort (Miejsce zbrodni)                                                     | Ilkay Yildiz       | odc.: „Mitgehangen”                                     |
| 2018 | Rentnercops: Jeder Tag zählt!                                                | Alexander Drack    | odc.: „Alles wird gut”                                  |
| 2018 | Der Staatsanwalt                                                             | Paul               | odc.: „Nachts im Weinberg”                              |
| 2019 | Wojna i ja (Der Krieg und ich)                                               | Tomasz Dolinski    | odc.: „Eva”                                             |
| 2019 | Die Klempnerin                                                               | Christoph Wagner   | odc.: „Am meisten Angst haben wir vor dem Leben”        |
| 2019 | West of Liberty                                                              | Mischa, syn Pawła  | odc. 1                                                  |
| 2019 | Harter Brocken                                                               | paralotniarz Kevin | odc.: „Der Geheimcode”                                  |
| 2020 | Die Chefin                                                                   | Jerome Lauer       | odc.: „Verzockt”                                        |
| 2021 | Notruf Hafenkante                                                            | Jacek Janko        | odc.: „Einsatz Elbe 1”                                  |

## Nagrody i nominacje

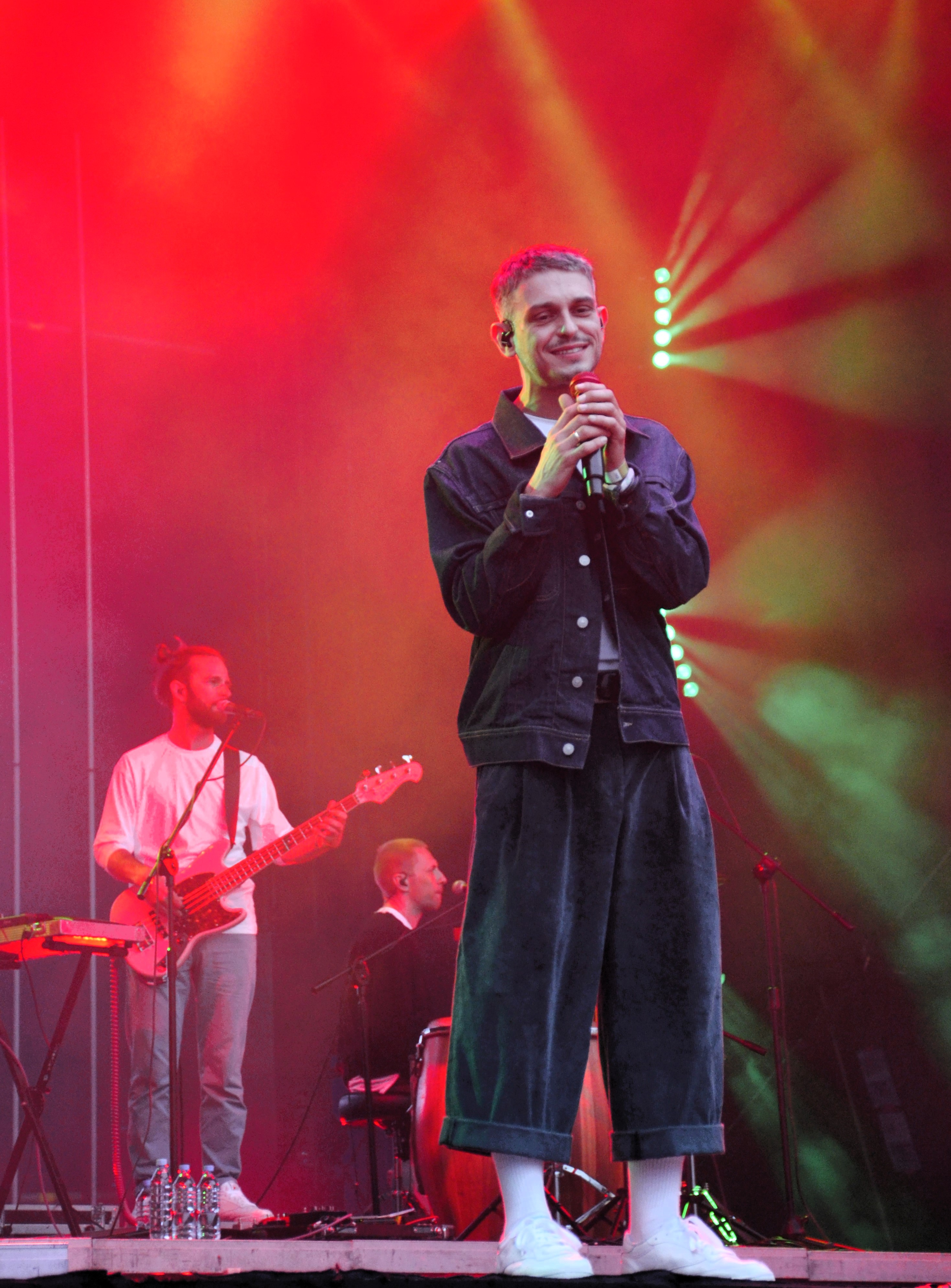
Vito Bambino podczas koncertu w 2022

| Plebiscyt                        | Rok  | Kategoria                                           | Nominowana twórczość / osoby                                                  | Rezultat  | Źr.    |
| -------------------------------- | ---- | --------------------------------------------------- | ----------------------------------------------------------------------------- | --------- | ------ |
| Bestsellery Empiku               | 2022 | Muzyka: streaming                                   | „I Ciebie też, bardzo”                                                        | Wygrana   | [ 20 ] |
| Bestsellery Empiku               | 2022 | Muzyka: streaming                                   | „Ale jazz!” (z Sanah)                                                         | Nominacja | [ 20 ] |
| Bestsellery Empiku               | 2024 | Artystka/artysta muzyczny roku                      | Męskie Granie Orkiestra 2023 (z Igo i Mrozem)                                 | Nominacja | [ 21 ] |
| Europejskie Nagrody Muzyczne MTV | 2023 | Najlepszy polski wykonawca                          | Vito Bambino                                                                  | Nominacja | [ 22 ] |
| Fryderyki                        | 2021 | Album roku pop alternatywny                         | Poczekalnia                                                                   | Nominacja | [ 23 ] |
| Fryderyki                        | 2021 | Najlepsze nowe wykonanie                            | „Oni zaraz przyjdą tu” (z Pauliną Przybysz, Rita Pax i Wojciechem Waglewskim) | Nominacja | [ 23 ] |
| Fryderyki                        | 2022 | Utwór roku                                          | „I Ciebie też, bardzo”                                                        | Wygrana   | [ 24 ] |
| Fryderyki                        | 2023 | Utwór roku                                          | „Za daleko” (z Mrozem)                                                        | Wygrana   | [ 25 ] |
| Fryderyki                        | 2023 | Artysta roku                                        | Vito Bambino                                                                  | Nominacja | [ 25 ] |
| Fryderyki                        | 2023 | Zespół / projekt artystyczny roku                   | Męskie Granie Orkiestra 2021 (z Darią Zawiałow i Dawidem Podsiadło)           | Nominacja | [ 25 ] |
| Fryderyki                        | 2024 | Utwór roku                                          | „Etna”                                                                        | Nominacja | [ 26 ] |
| Fryderyki                        | 2024 | Utwór roku                                          | „Supermoce”                                                                   | Nominacja | [ 26 ] |
| Fryderyki                        | 2024 | Artysta roku                                        | Vito Bambino                                                                  | Nominacja | [ 26 ] |
| Fryderyki                        | 2024 | Zespół / projekt artystyczny roku                   | Męskie Granie Orkiestra 2023 (z Igo i Mrozem)                                 | Nominacja | [ 26 ] |
| Fryderyki                        | 2024 | Producent / producentka / team producencki roku     | Vito Bambino                                                                  | Nominacja | [ 26 ] |
| Fryderyki                        | 2024 | Kompozytor / kompozytorka / team kompozytorski roku | Vito Bambino, Amar Ziembiński, Franciszek Kempa i Moo Latte                   | Nominacja | [ 26 ] |
| Fryderyki                        | 2024 | Autor / autorka / team autorski roku                | Vito Bambino                                                                  | Nominacja | [ 26 ] |
| Fryderyki                        | 2024 | Album roku indie pop                                | Pracownia                                                                     | Nominacja | [ 26 ] |
| Fryderyki (nagrody publiczności) | 2024 | Fryderykowy przebój 30-lecia                        | „I Ciebie też, bardzo”                                                        | Nominacja | [ 27 ] |
| Fryderyki (nagrody publiczności) | 2024 | Fryderykowy przebój 30-lecia                        | „Za daleko” (z Mrozem)                                                        | Nominacja | [ 27 ] |
| PL Music Video Awards            | 2021 | Pop                                                 | „I Ciebie też, bardzo”                                                        | Nominacja | [ 28 ] |
| PL Music Video Awards            | 2023 | Pop                                                 | „Supermoce”                                                                   | Nominacja | [ 29 ] |